# Liste der Biografien/Jad
Liste der Biografien |
Portal Biografien |
Personensuche
# |
A |
B |
C |
D |
E |
F |
G |
H |
I |
J |
K |
L |
M |
N |
O |
P |
Q |
R |
S |
T |
U |
V |
W |
X |
Y |
Z |
?
 
Ja |
Jb |
Jd |
Je |
Jh |
Ji |
Jj |
Jl |
Jn |
Jm |
Jo |
Jp |
Jr |
Js |
Jt |
Ju |
Jv |
Jw |
Jy
 
Jaa |
Jab |
Jac |
Jad |
Jae |
Jaf |
Jag |
Jah |
Jai |
Jaj |
Jak |
Jal |
Jam |
Jan |
Jao |
Jap |
Jaq |
Jar |
Jas |
Jat |
Jau |
Jav |
Jaw |
Jax |
Jay |
Jaz
Die Liste der Biografien führt alle Personen auf, die in der deutschsprachigen Wikipedia einen Artikel haben. Dieses ist eine Teilliste mit 69 Einträgen von Personen, deren Namen mit den Buchstaben „Jad“ beginnt.

## Jad

### Jada
- Jada, Stavre (* 1998), nordmazedonischer Skilangläufer
- Jadagrace (* 1999), US-amerikanische Schauspielerin, Kinderdarstellerin, Sängerin und Tänzerin
- Jadakiss (* 1975), US-amerikanischer Rapper
- Jadama, Lamin (* 1963), gambischer Politiker und Generaldirektor des Nachrichtendienst
- Jadamowitz, Hildegard (1916–1942), deutsche kommunistische Widerstandskämpferin gegen den Nationalsozialismus
- Jadasch, Anton (1888–1964), deutscher Politiker (SPD, KPD), MdR, MdV und Gewerkschafter
- Jadassohn, Alexander (1873–1948), deutscher Verleger
- Jadassohn, Josef (1863–1936), deutscher Dermatologe
- Jadassohn, Salomon (1831–1902), deutscher Komponist, Pianist, Musiktheoretiker und -pädagoge
- Jadassohn, Werner (1897–1973), Schweizer Dermatologe
- Jadav, Payeng (* 1963), indischer Förster und Umweltaktivist

### Jade
- Jade (* 1992), englische PopsängerinJade (* 1992)

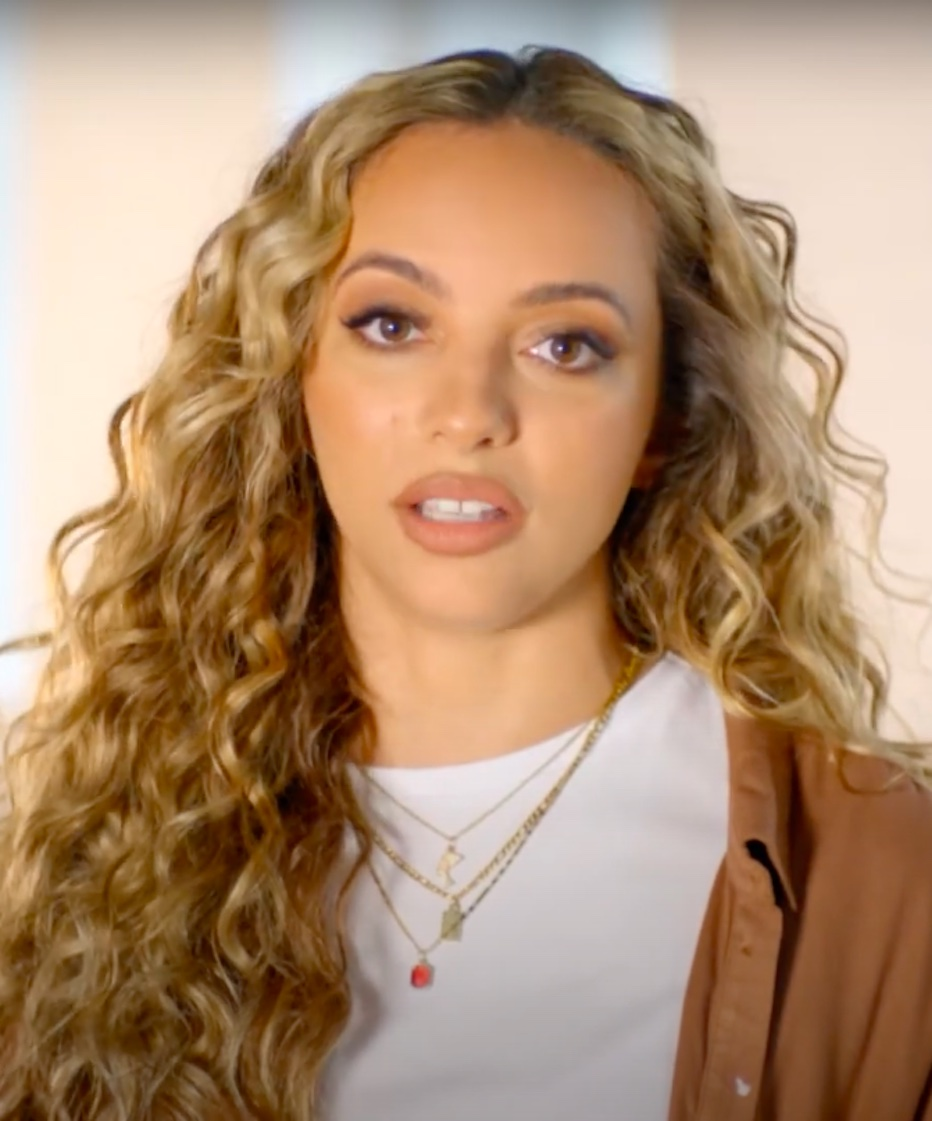
Jade (* 1992)

- Jade, Celina (* 1985), chinesisch-amerikanische Schauspielerin, Model und Sängerin
- Jade, Claude (1948–2006), französische Schauspielerin
- Jade, Cora (* 2001), US-amerikanische Wrestlerin
- Jäde, Franz (1813–1890), deutscher Maler und Zeichner in Weimar
- Jäde, Gustav (1850–1913), deutscher Kaufmann, Mitglied der Lübecker Bürgerschaft und Errichter zweier Stiftungen
- Jäde, Heinrich (1815–1873), deutscher Kinderbuchautor bzw. Journalist
- Jade, Katrina (* 1991), US-amerikanische PornodarstellerinKatrina Jade (* 1991)

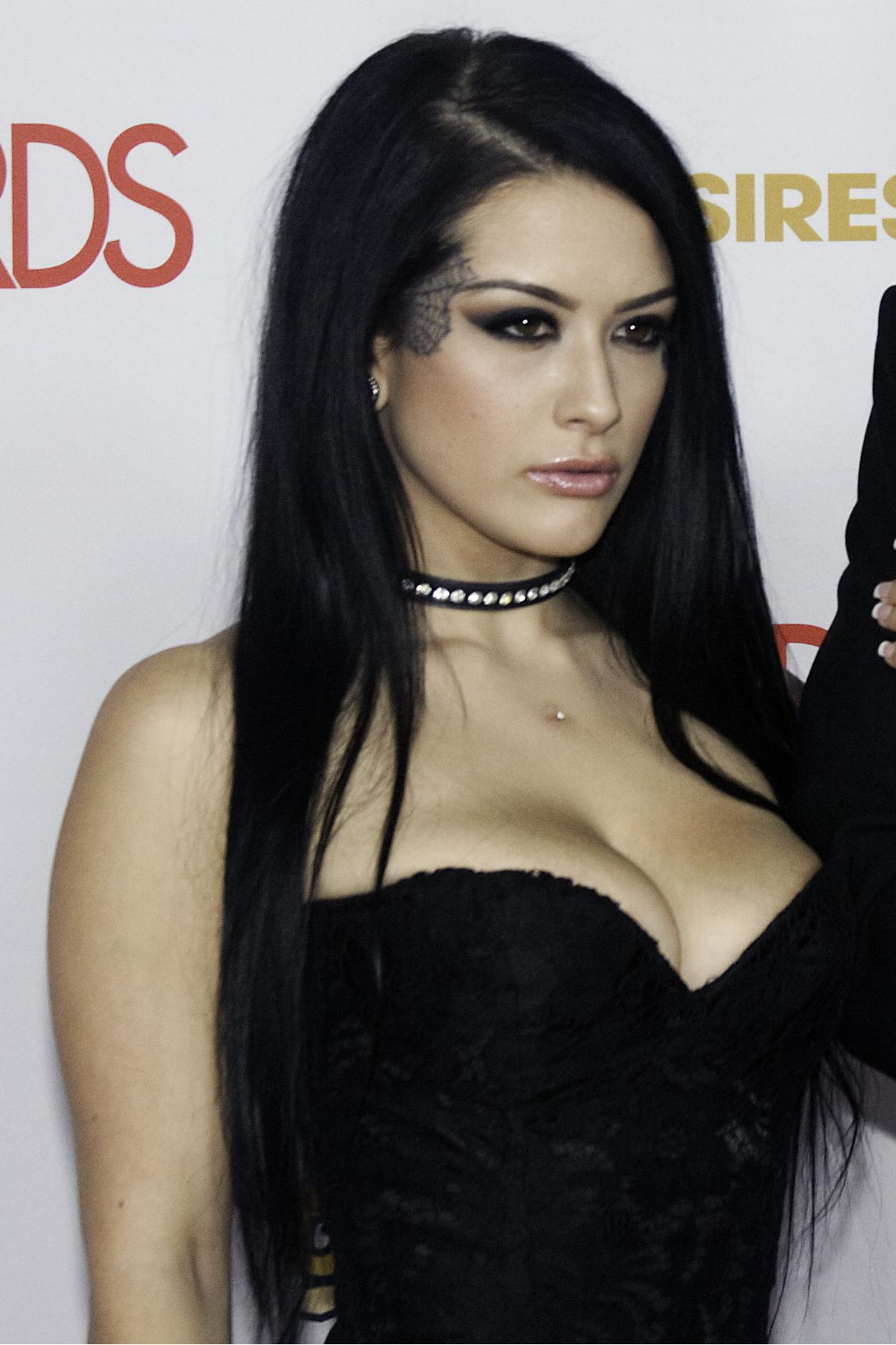
Katrina Jade (* 1991)

- Jade, Samantha (* 1987), australische Sängerin
- Jadeja, Ravindra (* 1988), indischer Cricketspieler
- Jadelyn, Danielle (* 1983), britisch-israelische Schauspielerin und Filmemacherin
- Jaden, Aggrey, Politiker im Süden des Sudan
- Jaden, Karl Krticzka von (1824–1885), österreichischer Polizist, Polizeipräsident von Wien (1881–1885)
- Jäder, Stig (* 1954), schwedischer Skilangläufer
- Jäderblom, Helena (* 1958), schwedische Juristin und Richterin am Europäischen Gerichtshof für Menschenrechte
- Jadeschka, Iwan (* 1945), sowjetischer Basketballspieler
- Jadet Meelarp (* 1972), thailändischer Fußballtrainer
- Jadeyaoui, Alharbi El (* 1986), marokkanisch-französischer Fußballspieler

### Jadh
- Jadhav, Khashaba (1926–1984), indischer Ringer
- Jadhav, Prataprao (* 1960), indischer Politiker und Geschäftsmann
- Jadhav, Sanjivani (* 1996), indische Leichtathletin
- Jadhav, Shraddha (* 1964), indische Politikerin

### Jadi
- Jádi, Ferenc (* 1952), ungarischer Mediziner, Kunsttheoretiker und Universitätsprofessor
- Jádi, Inge (* 1936), deutsche Ärztin und Kuratorin
- Jadick, Johnny (1908–1970), US-amerikanischer Boxer und sowohl universeller als auch NBA-Weltmeister im Halbweltergewicht (1932–1933)
- Jadid, Abderrazzak (* 1983), marokkanischer Fußballspieler
- Jadidi, Abbas (* 1969), iranischer Ringer
- Jadidi, Amir (* 1984), iranischer Film- und Theaterschauspieler
- Jadin, Evelyn (* 1987), belgische Politikerin
- Jadin, Hyacinthe (1776–1800), französischer Komponist und Professor
- Jadin, Jean-Baptiste (* 1744), französischer Violinist und Komponist
- Jadin, Jigael (1917–1984), israelischer Archäologe, Politiker und GeneralstabschefJigael Jadin (1917–1984)

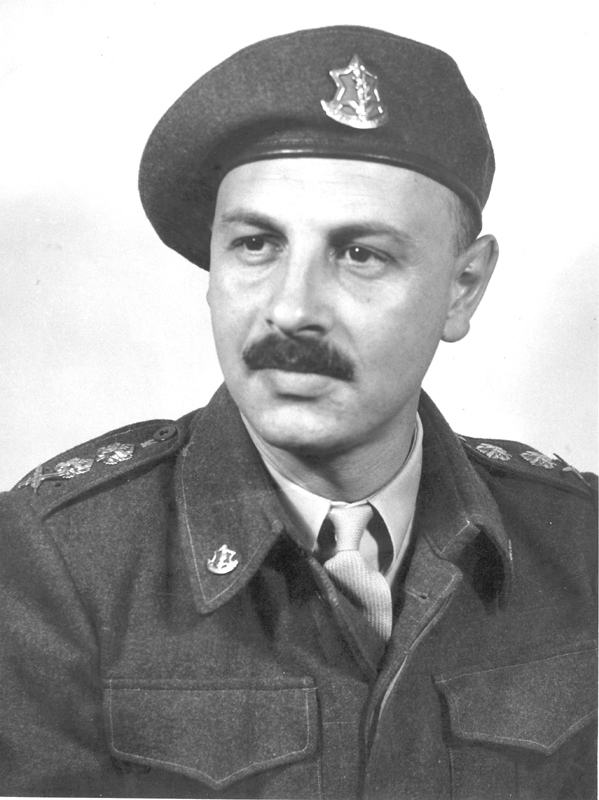
Jigael Jadin (1917–1984)

- Jadin, Kattrin (* 1980), belgische Politikerin
- Jadin, Louis-Emmanuel (1768–1853), französischer Komponist und Professor

### Jadl
- Jadlin, Aharon (1926–2022), israelischer Pädagoge und Politiker
- Jadlow, Todd (* 1966), US-amerikanischer Basketballspieler
- Jadlowker, Hermann (1877–1953), lettischer Opernsänger (Tenor)

### Jado
- Jadot de Ville-Issey, Jean Nicolas (1710–1761), lothringischer Architekt
- Jadot, Jean (1909–2009), belgischer Geistlicher, römisch-katholischer Kurienerzbischof
- Jadot, Jean (1928–2007), belgischer Fußballspieler
- Jadot, Yannick (* 1967), französischer Umweltaktivist und Politiker, MdEP
- Jadoul, Michel (* 1957), belgischer Schachspieler
- Jadow, Bohdan (* 1996), ukrainischer Judoka
- Jadowska, Aneta (* 1981), polnische Fantasy-Autorin und Doktorin der Humanwissenschaften
- Jadowska, Anna (* 1973), polnische Filmregisseurin und Drehbuchautorin

### Jadr
- Jadrejak, Joseph (1918–1990), französischer Fußballspieler
- Jadresic, Alfredo (1925–2021), chilenischer Leichtathlet und Mediziner
- Jadrić Winterhalter, Mira (1942–2011), bosnisch-herzegowinische Medizinerin, Vorsitzende des Stadtrates von Sarajevo
- Jadrinzew, Nikolai Michailowitsch (1842–1894), russischer Ethnograph, Archäologe und Schriftsteller

### Jads
- Jádson (* 1983), brasilianischer Fußballspieler

### Jadu
- Jadu (* 1988), deutsche Musikerin
- Jadu, Mahesh (* 1982), australischer Schauspieler in Film und Fernsehen
- Jadue, Daniel (* 1967), chilenischer Architekt, Soziologe und Politiker
- Jadue, Matías (* 1992), chilenisch-palästinensischer Fußballspieler
- Jadue, Sergio (* 1979), chilenischer Fußballfunktionär

### Jadw
- Jadwihin, Sch. (1868–1922), belarussischer Schriftsteller und Publizist
- Jadwin, Cornelius Comegys (1835–1913), US-amerikanischer Politiker
- Jadwin, Edgar (1865–1931), US-amerikanischer Offizier, Generalleutnant der US-Army